# Walsh (Colorado)

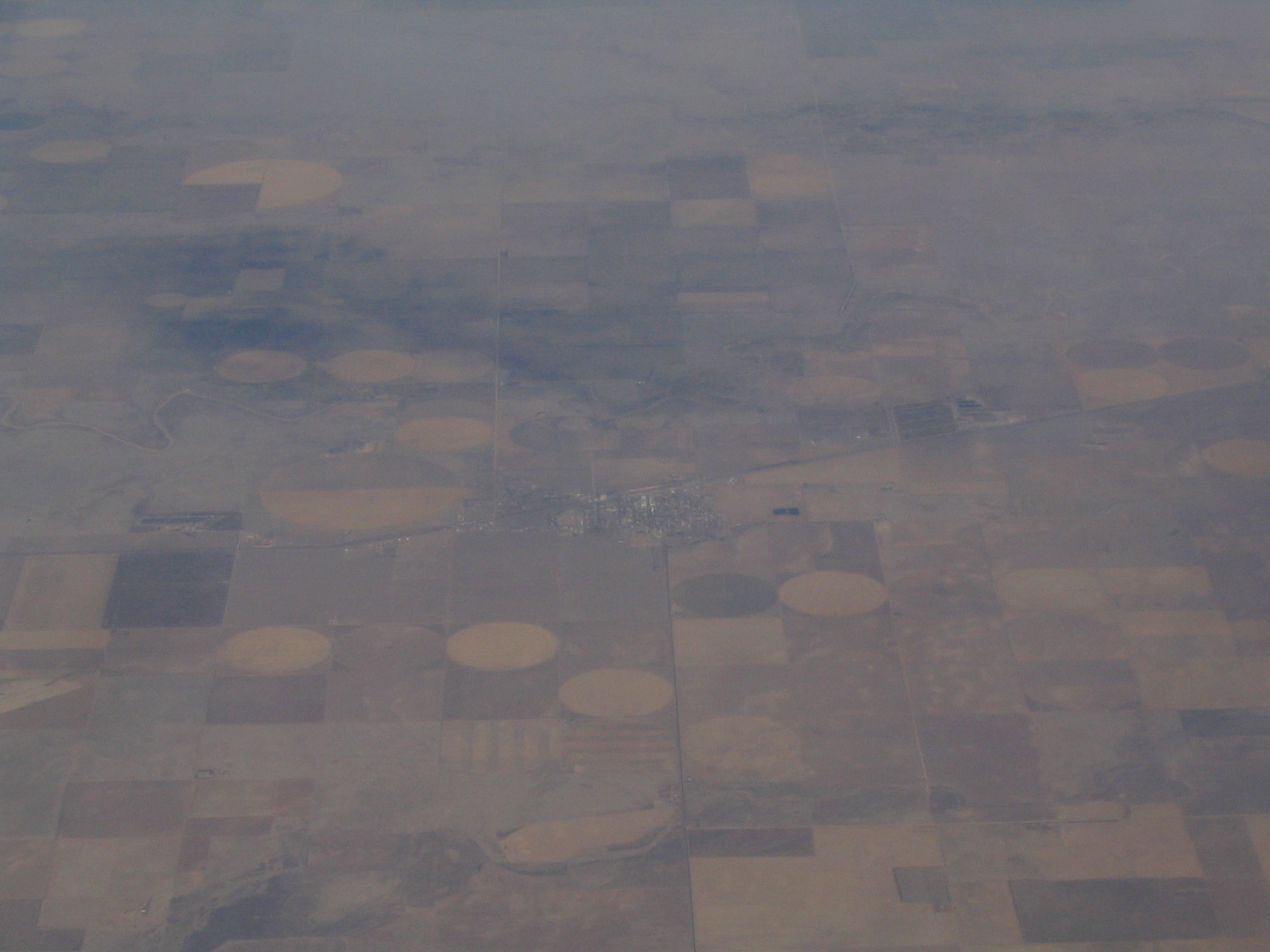
Vue aérienne de Walsh.

Pour les articles homonymes, voir Walsh.
Walsh est une ville américaine située dans le comté de Baca dans le Colorado.
La ville est nommée en l'honneur de l'employé d'une compagnie de chemin de fer.

## Démographie
| 1930 | 1940 | 1950 | 1960 | 1970 | 1980 |
| ---- | ---- | ---- | ---- | ---- | ---- |
| 454  | 406  | 897  | 856  | 989  | 884  |

| 1990 | 2000 | 2010 | - | - | - |
| ---- | ---- | ---- | - | - | - |
| 692  | 723  | 546  | - | - | - |

Selon le recensement de 2010, Walsh compte 546 habitants. La municipalité s'étend sur 0,45 milles carrés (1,17 km2).